# Hawaiian Gardens
Hawaiian Gardens est une municipalité située dans le comté de Los Angeles, dans l'État de Californie, aux États-Unis. Au recensement de 2000 sa population était de 14 779 habitants.

## Géographie
Selon le Bureau de Recensement, elle a une superficie de 2,5 km2, dont 0,1 km2 de plans d'eau, soit 2,04 % du total.

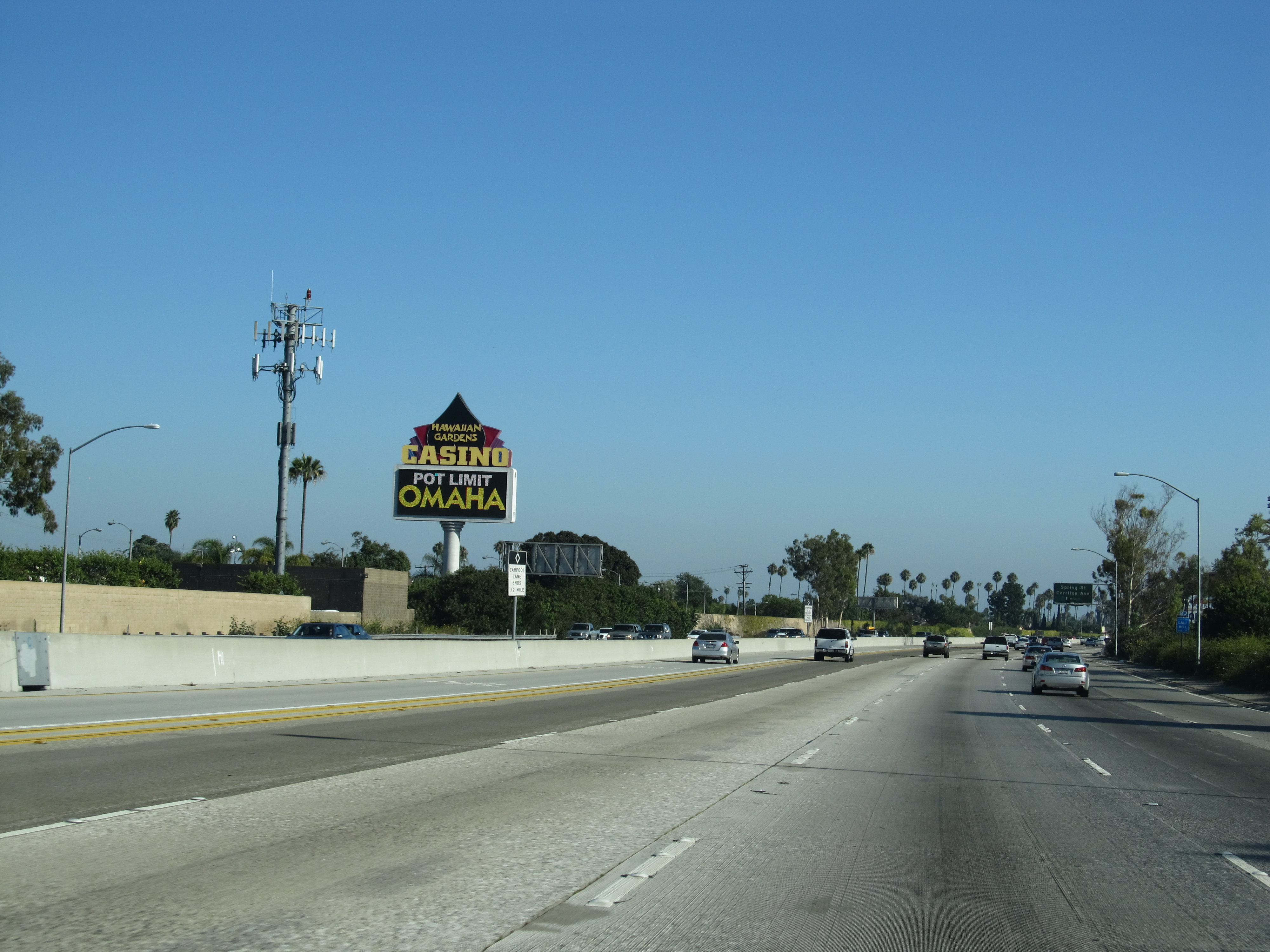
Interstate 605 (vue depuis les voies en direction du sud) à Hawaiian Gardens, en Californie, à l'approche du Hawaiian Gardens Casino

## Démographie
| 1930 | 1940 | 1950  | 1960  | 1970  | 1980   |
| ---- | ---- | ----- | ----- | ----- | ------ |
| 88   | 432  | 1 200 | 2 100 | 9 052 | 10 548 |

| 1990   | 2000   | 2010   | - | - | - |
| ------ | ------ | ------ | - | - | - |
| 13 639 | 14 779 | 14 254 | - | - | - |